# Bartali (Motorradhersteller)
Bartali (offiziell: Mototecnica dell’Italia Centrale S.r.l.) war ein italienischer Hersteller von Mopeds, Leichtmotorrädern und Fahrrädern mit Sitz in Florenz. Das Unternehmen bestand von 1953 bis 1961.

## Geschichte
1953 gründete der dreimalige Sieger des Giro d’Italia und zweifache Gewinner der Tour de France, Gino Bartali (1914–2000), zusammen mit Roberto Stavini das Unternehmen, um nach dem Radsport Fahrräder und bald auch Motorräder herzustellen. Die Produktion begann mit konventionellen 160‑cm³-Zweitaktmotoren, in der Regel von FBM (Fabbrica Motocicli Bologna).
Im Jahr 1954 kam das sportliche Flaggschiff, das Modell 160 cc Marziano, mit 10 PS Leistung und Vierganggetriebe auf den Markt. Bartali gab an, damit 130 km/h erreichen zu können; in der Praxis wurden jedoch eher um 120 km/h gemessen.
Ab 1955 baute Bartali Modellvarianten wie:
- Marziano (160 cc 2‑Takt, 4‑Gang)
- 48 cc-Moped (Touring und Sport) ab 1956
- 175 cc Viertakt (ab 1956, 11 PS, 4‑Gang)
- 125 cc 2‑Takt (1957 mit 4‑Gang)
- Weitere 125 cc Gabbiano und 160 cc Sport

1959 wurde das Modell Gabbiano mit horizontalem Zylinder und Blechrahmen vorgestellt.

## Motorsport
Bartali war bei Lang- und Rundstreckenrennen wie dem Motogiro d’Italia 1954 aktiv, in dem das Team kleine Erfolge erzielte.

## Ende der Motorradproduktion
1961 wurde die Motorradproduktion eingestellt. Die Firma lautete fortan Mototecnica Centrale.